# Resolució 1054 del Consell de Seguretat de les Nacions Unides
La Resolució 1054 del Consell de Seguretat de les Nacions Unides fou adoptada el 26 d'abril de 1996. Després de reafirmar la Resolució 1044 (1996) en relació amb l'intent d'assassinat del president d'Egipte Hosni Mubàrak a la cimera de l'Organització de la Unitat Africana (OUA) a la capital d'Etiòpia, Addis Abeba, el 26 de juny de 1995, el Consell va imposar sancions al govern del Sudan després del seu fracàs en complir amb les sol·licituds de l'OUA per extradir a Etiòpia els sospitosos aixoplugats al país.
El Consell de Seguretat va expressar la seva alarma davant l'intent d'assassinat i era convençut que els responsables caurien en mansde la justícia. L'OUA va considerar l'atac un atac a tota Àfrica, i no només al President d'Egipte o a la sobirania d'Etiòpia. Es va prendre nota de què Sudan no havia complert amb les peticions de l'OUA, fet que constituïa una amenaça per a la pau i la seguretat internacionals.
Actuant en virtut del Capítol VII de la Carta de les Nacions Unides, el Consell va exigir que Sudan extradités immediatament els tres sospitosos a Etiòpia i desistís de donar suport a activitats terroristes o refugiar terroristes al seu territori. Les següents provisions tindrien efectes a partir de les 00:01 EDT el 10 de maig de 1996 llevat que Sudan complís amb la resolució. Tots els països havien de:
(a) reduir el personal en les seves missions diplomàtiques al Sudan i imposar restriccions de viatge als membres del govern sudanès o militar;
(b) abstenir-se de celebrar conferències internacionals al Sudan;
(c) informar al Secretari General Boutros Boutros-Ghali dins dels 60 dies següents sobre les mesures que havien pres per donar efecte a la resolució. Només 40 estats ho havien complert.
El secretari general fou requerit en 60 dies a informar sobre l'aplicació d'aquesta resolució i el Consell determinaria aleshores si Sudan havia complert amb els requeriments.
Xina i Rússia es van abstenir de la votació sobre la Resolució 1054, que va ser aprovada pels altres 13 membres del Consell. Sudan va descriure les sancions com a "sorprenents" i "injustes", i les va denunciar com un intent d'aïllar el país. Es van imposar noves sancions al país a la Resolució 1070.